# Lijst van voetbalinterlands Congo-Kinshasa - Togo
Deze lijst van voetbalinterlands is een overzicht van alle officiële voetbalwedstrijden tussen de nationale teams van Congo-Kinshasa (dat van 1971 tot 1997 Zaïre heette) en Togo. De landen hebben tot op heden dertien keer tegen elkaar gespeeld. De eerste ontmoeting was een wedstrijd tijdens de Afrikaanse Spelen 1965 op 23 juli 1965 in Brazzaville (Congo-Brazzaville). Het laatste duel, een kwalificatiewedstrijd voor het Wereldkampioenschap voetbal 2026, werd gespeeld in Kinshasa op 9 juni 2024.

## Wedstrijden
| №  | Plaats      | Datum            | Competitie                   | Wedstrijd             | Uitslag |
| -- | ----------- | ---------------- | ---------------------------- | --------------------- | ------- |
| 1  | Brazzaville | 23 juli 1965     | Afrikaanse Spelen 1965       | Congo-Kinshasa − Togo | 5 − 1   |
| 2  | Lomé        | 6 juni 1972      | WK 1974 kwalificatie         | Togo − Zaïre          | 0 − 0   |
| 3  | Kinshasa    | 20 juni 1972     | WK 1974 kwalificatie         | Zaïre − Togo          | 4 − 0   |
| 4  | Lomé        | 23 februari 1997 | Afrika Cup 1998 kwalificatie | Togo − Zaïre          | 1 − 1   |
| 5  | Kinshasa    | 27 juli 1997     | Afrika Cup 1998 kwalificatie | Congo-Kinshasa − Togo | 1 − 0   |
| 6  | Ouagadougou | 9 februari 1998  | Afrika Cup 1998              | Togo − Congo-Kinshasa | 1 − 2   |
| 7  | Sikasso     | 26 januari 2002  | Afrika Cup 2002              | Congo-Kinshasa − Togo | 0 − 0   |
| 8  | Caïro       | 21 januari 2006  | Afrika Cup 2006              | Togo − Congo-Kinshasa | 0 − 2   |
| 9  | Dreux       | 20 augustus 2008 | Vriendschappelijk            | Congo-Kinshasa − Togo | 2 − 1   |
| 10 | Kinshasa    | 10 juni 2012     | WK 2014 kwalificatie         | Congo-Kinshasa − Togo | 2 − 0   |
| 11 | Lomé        | 8 september 2013 | WK 2014 kwalificatie         | Togo − Congo-Kinshasa | 2 − 1   |
| 12 | Port-Gentil | 24 januari 2017  | Afrika Cup 2017              | Togo − Congo-Kinshasa | 1 − 3   |
| 13 | Kinshasa    | 9 juni 2024      | WK 2026 kwalificatie         | Congo-Kinshasa − Togo | 1 − 0   |

## Samenvatting
| Competitie              | Totaal gespeeld | Winst Congo-Kinshasa | Gelijk | Winst Togo | Doelsaldo Congo-Kinshasa – Togo |
| ----------------------- | --------------- | -------------------- | ------ | ---------- | ------------------------------- |
| WK-kwalificatie         | 5               | 3                    | 1      | 1          | 8 − 2                           |
| Afrika Cup              | 4               | 3                    | 1      | 0          | 7 − 2                           |
| Afrika Cup-kwalificatie | 2               | 1                    | 1      | 0          | 2 − 1                           |
| Afrikaanse Spelen       | 1               | 1                    | 0      | 0          | 5 − 1                           |
| Vriendschappelijk       | 1               | 1                    | 0      | 0          | 2 − 1                           |
| Totaal                  | 13              | 9                    | 3      | 1          | 24 − 7                          |

Wedstrijden bepaald door strafschoppen worden, in lijn met de FIFA, als een gelijkspel gerekend.

## Details

### Negende ontmoeting
| Vriendschappelijk (Dreux, Frankrijk, 20 augustus 2008): |       |                              |
| Congo-Kinshasa                                          | 2 – 1 | Togo                         |
| Cédric Makiadi 49' Lomana LuaLua 68'                    | goals | 47' (pen.) Emmanuel Adebayor |

FECOFA · Bondscoaches · Selecties · A-internationals · Vrouwenelftal van Congo-Kinshasa
1960 – 1969 ·
1970 – 1979 ·
1980 – 1989 ·
1990 – 1999 ·
2000 – 2009 ·
2010 – 2019 ·
2020 – 2029
AC 1965 ·
AC 1968 ·
AC 1970 ·
AC 1972 ·
AC 1974 ·
WK 1974 ·
AC 1976 ·
AC 1988 ·
AC 1992 ·
AC 1994 ·
AC 1996 ·
AC 1998 ·
AC 2000 ·
AC 2002 ·
AC 2004 ·
AC 2006 ·
AC 2013
1963 ·
1964 · 
1965 ·
1966 · 
1967 ·
1968 · 
1969 ·
1970 · 
1971 ·
1972 · 
1973 ·
1974 · 
1975 · 
1976 ·
1977 · 
1978 ·
1979 ·
1979 · 
1980 ·
1980 · 
1981 ·
1982 ·
1983 ·
1984 · 
1985 ·
1986 · 
1987 ·
1988 · 
1989 ·
1990 · 
1991 ·
1992 · 
1993 ·
1994 · 
1995 ·
1996 · 
1997 ·
1998 · 
1999 ·
2000 · 
2001 ·
2002 · 
2003 ·
2004 · 
2005 · 
2006 ·
2007 · 
2008 ·
2009 · 
2010 · 
2011 ·
2012 · 
2013 · 
2014 ·
2015 ·
2016 ·
2017 ·
2018 ·
2019 ·
2020 ·
2021 ·
2022 ·
2023
Algerije ·
Angola ·
Bahrein ·
Benin ·
Botswana ·
Brazilië ·
Burkina Faso ·
Burundi ·
Centraal-Afrikaanse Republiek ·
China ·
Congo-Brazzaville ·
Djibouti ·
Egypte ·
Equatoriaal-Guinea ·
Ethiopië ·
Gabon ·
Gambia ·
Ghana ·
Guinee ·
Irak ·
Ivoorkust ·
Joegoslavië ·
Kaapverdië ·
Kameroen ·
Kenia ·
Lesotho ·
Liberia ·
Libië ·
Madagaskar ·
Malawi ·
Mali ·
Marokko ·
Mauritanië ·
Mauritius ·
Mexico ·
Mozambique ·
Namibië ·
Nieuw-Zeeland ·
Niger ·
Nigeria ·
Oeganda ·
Oman ·
Qatar ·
Roemenië ·
Rwanda ·
Saoedi-Arabië ·
Schotland ·
Senegal ·
Seychellen ·
Sierra Leone ·
Soedan ·
Swaziland ·
Tanzania ·
Togo ·
Tsjaad ·
Tunesië ·
Zambia ·
Zimbabwe ·
Zuid-Afrika ·
Zuid-Soedan
FTF · Selecties · Togolees vrouwenelftal
1950 – 1959 · 
1960 – 1969 · 
1970 – 1979 · 
1980 – 1989 · 
1990 – 1999 · 
2000 – 2009 · 
2010 – 2019 ·
2020 − 2029
WK 2006
Algerije ·
Angola ·
Bahrein ·
Benin ·
Botswana ·
Bukina Faso ·
Centraal-Afrikaanse Republiek ·
Chili ·
Comoren ·
Congo-Bazzaville ·
Congo-Kinshasa ·
Denemarken ·
Djibouti ·
Egypte ·
Equatoriaal-Guinea ·
Ethiopië ·
Frankrijk ·
Gabon ·
Gambia ·
Ghana ·
Guinee ·
Guinee-Bissau ·
Iran ·
Ivoorkust ·
Japan ·
Kaapverdië ·
Kameroen ·
Kenia ·
Lesotho ·
Liberia ·
Libië ·
Liechtenstein ·
Luxemburg ·
Madagaskar ·
Malawi ·
Mali ·
Marokko ·
Mauritanië ·
Mauritius ·
Mozambique ·
Namibië ·
Niger ·
Nigeria ·
Oeganda ·
Oman ·
Paraguay ·
Rwanda ·
Sao Tomé en Principe ·
Saoedi-Arabië ·
Senegal ·
Sierra Leone ·
Soedan ·
Swaziland ·
Tsjaad ·
Tunesië ·
Verenigde Arabische Emiraten ·
Zambia ·
Zimbabwe ·
Zuid-Korea ·
Zuid-Soedan ·
Zwitserland
Frankrijk (2006) · 
Zuid-Korea (2006) · 
Zwitserland (2006)